# プロミスザスター
「プロミスザスター」は、BiSHのメジャー2作目のシングル。2017年3月22日にavex traxから発売された。

## 概要
前作「DEADMAN」から11か月後に発売されたメジャー2作目・通算3作目のシングル。発売前の2017年2月21日に「プロミスザスター」のミュージックビデオがYouTubeに公開された。オリコン週間ランキングで4位を記録。2023年現在、グループ最大のヒット曲となっている。
CDは3形態で販売され、LIVE盤には2016年12月1日に東京・TSUTAYA O-EASTで行われたフリーライブ「iN THE END」のライブ映像を収めたDVDが収録されている。BE@RBRICK盤にはLIVE盤の映像のほかにそれまでに発表してきたミュージックビデオ（メンバーによる副音声付）とメイキングを収録。また、数量限定でイラストレーターのfaceがデザインしたオリジナルのBE@RBRICK「IDOL BE@RBRICK 400%」が同梱された。

## リリース履歴
| 発売日        | レーベル  | 最高順位 | 販売形態 | 規格品番     | 備考                                     |
| ------------- | --------- | -------- | -------- | ------------ | ---------------------------------------- |
| 2017年3月22日 | avex trax | 4位      | CD       | AVCD-83766   | CD盤                                     |
| 2017年3月22日 | avex trax | 4位      | CD+DVD   | AVCD-83765/B | LIVE盤                                   |
| 2017年3月22日 | avex trax | 4位      | CD+DVD   | AVZD-83764/B | BE@RBRICK盤:IDOL BE@RBRICK 400%、BOX仕様 |

## 収録曲

### CD
全作曲：松隈ケンタ、全編曲：SCRAMBLES
1. プロミスザスター [4:29]
作詞：松隈ケンタ×JxSxK
2. Help!! [3:43]
作詞：リンリン×アイナ・ジ・エンド
いわき市小名浜観光PRアニメ『人力戦艦!?汐風澤風』オープニングテーマ

### DVD

#### LIVE盤・BE@RBRICK盤共通
2016.12.01 @ TSUTAYA O-EAST BiSH FREE LIVE “iN THE END”
1. BiSH-星が瞬く夜に-
2. 本当本気
3. DA DANCE!!
4. ぴらぴろ
5. DEADMAN
6. ファーストキッチンライフ
7. beautifulさ
8. スパーク
9. Primitive
10. My distinction
11. オーケストラ
12. MONSTERS
13. OTNK

- <Encore>

1. ALL YOU NEED IS LOVE
2. BiSH-星が瞬く夜に-

#### BE@RBRICK盤にのみ収録
- Music Video Collections（メンバーによる副音声付）
  - BiSH-星が瞬く夜に-
  - OTNK
  - MONSTERS
  - ALL YOU NEED IS LOVE
  - DEADMAN
  - オーケストラ
  - 本当本気
  - プロミスザスター
  - 本当本気 Music Video Making
  - プロミスザスター Music Video Making

## 参加メンバー
- BiSH
  - アイナ・ジ・エンド - ボーカル、作詞（#2）
  - セントチヒロ・チッチ - ボーカル
  - モモコグミカンパニー - ボーカル
  - ハシヤスメ・アツコ - ボーカル
  - リンリン - ボーカル、作詞（#2）
  - アユニ・D - ボーカル

## ライブ映像作品
| 曲名             | 作品名                                               |
| ---------------- | ---------------------------------------------------- |
| プロミスザスター | BiSH NEVERMiND TOUR RELOADED THE FiNAL "REVOLUTiONS" |
| プロミスザスター | BiSH "TO THE END"                                    |
| プロミスザスター | BRiNG iCiNG SHiT HORSE TOUR FiNAL"THE NUDE"          |
| プロミスザスター | And yet BiSH moves.                                  |
| プロミスザスター | REBOOT BiSH                                          |
| プロミスザスター | FROM DUSK TiLL DAWN                                  |
| Help!!           | FROM DUSK TiLL DAWN                                  |

## 収録アルバム
プロミスザスター
- 『THE GUERRiLLA BiSH』 (#6)
- 『FOR LiVE -BiSH BEST-』 (#10)